# Strobilanthes duclouxii
Strobilanthes duclouxii är en akantusväxtart som beskrevs av Raymond Benoist. Strobilanthes duclouxii ingår i släktet Strobilanthes och familjen akantusväxter. Inga underarter finns listade i Catalogue of Life.